# Jeremy Gray
Jeremy J. Gray (* 25. April 1947) ist ein britischer Mathematikhistoriker.
Gray studierte Mathematik in Oxford und der University of Warwick, wo er 1980 bei David Fowler (und Ian Stewart) promoviert wurde. Ab 1974 war er an der Open University in Milton Keynes, wo er seit 2002 Professor für Mathematikgeschichte ist. Er lehrt gleichzeitig regelmäßig an der Warwick University und ist gleichzeitig Affiliated Research Fellow im Bereich Wissenschaftsgeschichte der Universität Cambridge. 1996 war er Resident Fellow im Dibner Institute for the History of Science am MIT.
Gray befasst sich vor allem mit der Geschichte von Geometrie und Funktionentheorie im 19. und 20. Jahrhundert. Er gab Carl Friedrich Gauß’ mathematisches Tagebuch und eine Neuauflage von Waldo Dunningtons Gauß-Biographie (mit Ergänzungen) heraus.
Er war 1998 Invited Lecturer auf dem Internationalen Mathematikerkongress in Berlin (The Riemann Roch Theorem and Geometry. 1854–1914). 2009 erhielt er den Albert Leon Whiteman Memorial Prize der American Mathematical Society, deren Fellow er ist. 2016 wurde er mit dem Otto-Neugebauer-Preis der European Mathematical Society ausgezeichnet.
Zu seinen Doktoranden zählt June Barrow-Green.

## Schriften
- Change and Variations: A History of Differential Equations to 1900. Springer 2021.
- Die Fields-Medaille und andere Preise (= Die weltweit besten mathematischen Artikel im 21. Jahrhundert. 8). e-enterprise, Lemgo 2019, ISBN 978-3-945059-42-5.
- A history of abstract algebra. From algebraic equations to modern algebra. Springer, Cham 2018, ISBN 978-3-319-94772-3.
- Henri Poincaré. A Scientific Biography. Princeton University Press, Princeton NJ u. a. 2013, ISBN 978-0-691-15271-4. Review von Stillwell, Notices AMS, 2014, Nr. 4.
- mit Umberto Bottazzini: Hidden Harmony – Geometric Fantasies. The rise of complex function theory. Springer, New York NY u. a. 2013, ISBN 978-1-4614-5724-4.
- Plato’s Ghost. The modernist transformation of mathematics. Princeton University Press, Princeton NJ u. a. 2008, ISBN 978-0-691-13610-3 (Review von David Rowe, Bulletin AMS, 2013).
- Worlds out of nothing. A course in the history of geometry in the 19th Century. Springer, London 2007, ISBN 978-1-84628-632-2.
- als Herausgeber mit Jose Ferreirós: The architecture of modern mathematics. Essays in history and philosophy. Oxford University Press, Oxford u. a. 2006, ISBN 0-19-856793-6.
- Janos Bolyai, non-Euclidean geometry, and the nature of space (= Burndy Library Publications. NS Band 1). Burndy Library, Cambridge MA 2004, ISBN 0-262-57174-9.
- als Herausgeber mit Robin Wilson: Mathematical conversations. Selections from „The Mathematical Intelligencer“. Springer, New York NY u. a. 2001, ISBN 0-387-98686-3.
- The Hilbert Challenge. Oxford University Press, Oxford u. a. 2000, ISBN 0-19-850651-1.
- mit David A. Brannan und Matthew F. Esplen: Geometry. Cambridge University Press, Cambridge u. a. 1999, ISBN 0-521-59787-0.
- The Symbolic Universe. Geometry and Physics 1890–1930. Oxford University Press, Oxford u. a. 1999, ISBN 0-19-850088-2.
- Algebraic geometry in the late nineteenth century. In: David E. Rowe, John McCleary (Hrsg.): The history of modern mathematics. Band 1: Ideas and their reception. Academic Press, Boston MA 1989, ISBN 0-12-599661-6, S. 361–385.
- als Herausgeber mit John Fauvel: The History of mathematics. A reader. Macmillan Education u. a., Houndmills u. a. 1987, ISBN 0-333-42790-4.
- mit Judith V. Field: The geometrical work of Girard Desargues. Springer, New York NY u. a. 1987, ISBN 3-540-96403-7.
- Linear differential equations and group theory from Riemann to Poincaré. Birkhäuser, Boston MA u. a. 1986, ISBN 3-7643-3318-9 (Zugleich: Warwick, Universität, Dissertation).
- Who would have won the Fields medals a hundred years ago? In: The Mathematical Intelligencer. Band 7, Nr. 3, 1985, S. 10–19, doi:10.1007/BF03025801.
- Gray Fuchs and the theory of differential equations. In: Bulletin of the American Mathematical Society. NS Band 10, Nr. 1, 1984, ISSN 0273-0979, S. 1–26, (Erratum in: Bulletin of the American Mathematical Society. NS Band 12, Nr. 1, 1985, S. 182, doi:10.1090/S0273-0979-1985-15342-X).
- Ideas of space. Euclidean, non-Eudlicean, relativistic. Clarendon Press, Oxford 1979, ISBN 0-19-853352-7.

## Verweise
1. ↑  Mathematics Genealogy Project
2. ↑  A commentary on Gauss mathematical diary. In: Expositiones Mathematicae. Band 2, 1984, S. 87–130 (mit Abdruck)
3. ↑  Vortrag auf dem ICM Berlin
4. ↑  Whiteman Prize an Jeremy Gray (pdf; 126 kB)

| Personendaten    | Personendaten                   |
| ---------------- | ------------------------------- |
| NAME             | Gray, Jeremy                    |
| ALTERNATIVNAMEN  | Gray, Jeremy J.                 |
| KURZBESCHREIBUNG | englischer Mathematikhistoriker |
| GEBURTSDATUM     | 25. April 1947                  |